# 닐 아스피날
닐 스탠리 아스피날(Neil Stanley Aspinall, 1941년 10월 13일 –  2008년 3월 24일)은 웨일스 출신의 영국의 음악 산업 중역이다. 폴 매카트니와 조지 해리슨의 학창 시절 친구였던 그는 비틀즈의 회사 애플 코어의 우두머리로 거듭났다.
비틀즈는 아스피널을 그들의 로드 매니저 겸 개인 조수로 고용했고, 애스피널은 자신이 소유한 낡은 코머 밴에 그들을 태우고 낮밤 가리지 않고 공연장까지 데려다 주었다. 말 에반스가 비틀즈와 협력하던 뒤로 아스피널은 그들의 개인 조수로서 이들을 홍보하고 나중에는 비틀즈의 회사 애플 코어의 최고 책임자의 자리에까지 앉게 되었다.
애플 사의 이익을 대변하던 아스피널은 앨런 클라인, EMI, 애플 컴퓨터의 소송 사건에 여러번 관여했다. 그는 음악, 영상, 상품의 책임자로 근무하며 트위크넘에 위치한 집에서 가까운 스탠바이 필름의 감독으로도 활동했다. 2007년 4월 10일 아스피널은 애플 코어에서 은퇴하고 2008년 뉴욕에서 폐암으로 사망했다.

## 참고 문헌
- Best, Pete; Best, Rory; Best, Roag (2002). 《The Beatles: The True Beginnings》. ScreenPress Books. ISBN 978-1-901680-65-2.
- DiLello, Richard (2005). 《The Longest Cocktail Party》. Canongate Books Ltd. ISBN 978-1-84195-602-2.
- Granados, Stefan (2004). 《Those Were the Days》. Cherry Red Books. ISBN 978-1-901447-12-5.
- Lennon, Cynthia (2005). 《John》. Hodder & Stoughton. ISBN 978-0-340-89512-2.
- Lewisohn, Mark (2013). 《The Beatles – All These Years – Extended Special Edition: Part Two: Volume One: Tune In》. Little, Brown. ISBN 978-1-4087-0545-2.
- Miles, Barry (1997). 《Many Years From Now》. Vintage-Random House. ISBN 0-7493-8658-4.
- Spitz, Bob (2005). 《The Beatles – The Biography》. Little, Brown and Company. ISBN 978-0-316-80352-6.
- The Beatles (2000). 《Anthology (book)》. Weidenfeld & Nicolson. ISBN 0-304-35605-0.
- The Beatles (2003). 《The Beatles Anthology (DVD)》. Apple records. ASIN: B00008GKEG.